# Kerncentrale Zwentendorf
De Kerncentrale Zwentendorf is een nooit in gebruik genomen Oostenrijkse kerncentrale, nabij het dorp Zwentendorf an der Donau. De centrale is afgebouwd, maar nooit opgestart. Bij een volksreferendum op 5 november 1978 stemde 50,47% tegen het opstarten van de centrale. De centrale had de eerste in een rij van 5 centrales moeten worden. De kosten van de centrale bedroegen 5,2 miljard Oostenrijkse schilling (circa 3.78 miljard €).
De centrale was van het type kokendwaterreactor.
De centrale heeft vele functies gehad. Zo vond er tussen 1999 en 2002 het jaarlijkse muziekfestival Nuke plaats. Ook zat er een gendarmarieopleiding.